# Mantica
Mantica is een geslacht van kevers uit de familie van de loopkevers (Carabidae). De wetenschappelijke naam van het geslacht is voor het eerst geldig gepubliceerd in 1896 door Kolbe.

## Soorten
Het geslacht Mantica is monotypisch en omvat slechts de volgende soort:
- Mantica horni H.Kolbe, 1896